# 玛格丽塔 (库内奥省)
玛格丽塔（義大利語：Margarita），是意大利库内奥省的一个市镇。总面积11平方公里，人口1426人，人口密度129.6人/平方公里（2009年）。ISTAT代码为004118。